# Zhou Cang
Zhou Cang (? – 219) est un personnage du roman Histoire des Trois Royaumes. Il est décrit comme étant un guerrier fort au visage foncé avec une barbe raide.

## Biographie
Il participe à l'origine à la rébellion des Turbans jaunes, pendant laquelle il rencontre Guan Yu qui l'impressionne par son courage et son honneur. Bien qu'il souhaite suivre Guan Yu, Yu veut une faible escorte pendant qu'il transporte la famille de Liu Bei. Zhou Cang devient un renégat indépendant et passe au mont Wo Niu (avec un autre ancien rebelle des turbans jaunes, Pei Yuanshao), où il gagne une bonne réputation grâce à sa force et à ses compétences. Quand il rencontre à nouveau Guan Yu, cette fois sur une route de montagne, il abandonne son passé et lui jure allégeance. Zhou Cang reste aux côtés de Guan Yu, et est même nommé responsable pour porter son Sabre vert. Sa compétence en tant que batelier sera plus tard essentielle à Guan Yu dans l'inondation du château de Fan. Il parvient aussi à capturer l'effrayant guerrier Pang De pendant l'attaque. Après la mort de Guan Yu, tué par les Wu, Wang Fu entoure de murs le château, et Zhou Cang se suicide alors.

## Postérité
Une gorge du centre de la Chine, dans le district de Pinglu de la province du Shanxi, est appelée « fossé de Zhou Cang ».